# أنيتا فراين فون دورسته هولسهوف
أنيتا فراين فون دورسته هولسهوف (بالألمانية: Annette Frein von Droste-Hülshoff)، هي كاتبة ألمانية. ولدت عام 1797 في قصر هولسهولف في مونستر وماتت عام 1848 في مريسبورج. يعود أصل أنيتا فون دورسته هولسهوف إلى عائلة كاثوليكية نبيلة، وقضت معظم حياتها في منطقة فستفاليا. ثم عاشت فيما بعد في قصر ميرسبورج على بحيرة كونستنس. بدأت الكتابة مبكراً، إلا أن معظم أعمالها ظهر بعد أن ربطتها علاقة صداقة بليفين شوكنج الذي تزوج بامرأة أخرى، وتركها تعاني حزناً شديداً.

## أعمالها
- شجرة زان اليهود. صور للعادات والتقاليد من منطقة فستفاليا الجبلية «Die Judenbuche. Ein sittengemälde aus dem gebirgichten Westfalen»

## روابط خارجية
- أنيتا فراين فون دورسته هولسهوف على موقع الموسوعة البريطانية (الإنجليزية)
- أنيتا فراين فون دورسته هولسهوف على موقع ميوزك برينز (الإنجليزية)
- أنيتا فراين فون دورسته هولسهوف على موقع ديسكوغز (الإنجليزية)